# Fourtou
Fourtou település Franciaországban, Aude megyében. Lakosainak száma 78 fő (2022. január 1.). Fourtou Albières, Arques, Auriac, Camps-sur-l’Agly, Cubières-sur-Cinoble, Sougraigne és Soulatgé községekkel határos.

## Népesség
A település népességének változása:
| Lakosok száma | 42   | 46   | 58   | 48   | 66   | 70   | 73   | 78   | 79   | 78   |
|               | 1968 | 1982 | 1990 | 2006 | 2013 | 2015 | 2017 | 2019 | 2020 | 2022 |